# Addameer
Addameer (en arabe : الضمير, qui signifie « Conscience »), ou bien Addameer Prisoner Support and Human Rights Association, est une organisation non gouvernementale palestinienne, basée à Ramallah.
Elle suit le traitement des prisonniers palestiniens arrêtés en Cisjordanie par Israël et l'Autorité palestinienne et fournit une assistance juridique.
Israël l'a qualifiée d'organisation terroriste en octobre 2021 avec cinq autres organisations palestiniennes humanitaires. Cette qualification a été rejetée par les grandes associations humanitaires et la communauté internationale.

## Histoire
Addameer a été créée en 1992. Elle définit ses objectifs à deux niveaux : soutenir les prisonniers palestiniens détenus dans les prisons israéliennes et palestiniennes et la "fournir une aide juridique gratuite aux prisonniers politiques, défendre leurs droits au niveau national et international, et travailler à mettre fin à la torture et aux autres violations des droits des prisonniers par le biais de contrôles, de procédures judiciaires et de campagnes de solidarité ».
Khalida Jarrar, son ancienne directrice, a été placée à plusieurs reprises en détention administrative sans jugement.
La directrice d'Addameer depuis 2006 est Sahar Francis.

## Raids de Tsahal sur les bureaux d'Addameer
Les bureaux d'Addameer ont été perquisitionnés et des documents dont ils avaient la garde ont été saisis à trois reprises.

### 2002
Le premier raid israélien sur les bureaux d'Addameer a été mené en 2002. lors de l'invasion israélienne de Ramallah cette année-là.

### 2012
Le deuxième incident a eu lieu en 2012. Le moment a coïncidé avec la fin de la Journée internationale des droits de l'homme. Le 11 décembre, vers 3h du matin, les FDI ont mené des raids dans les bureaux d'Addameer et de deux autres ONG palestiniennes, et depuis les bureaux d'Addameer, 4 ordinateurs des unités juridiques et de documentation contenant des informations sur les prisonniers et leurs affaires, un disque dur, une caméra vidéo et les cartes de visite des employés ont été confisqués. Les soldats ont également arraché et déchiré des affiches de prisonniers et de grévistes de la faim épinglées sur les murs des bureaux . De l'avis d'Allam Jarrar du Réseau des ONG palestiniennes, le moment du raid devait être vu dans le contexte de la reconnaissance par l'Assemblée générale des Nations unies de la Palestine en tant qu'État de facto deux semaines plus tôt, le 29 novembre.
La directrice exécutive Sahar Francis a déclaré à Human Rights Watch que l'équipement vidéo et les dossiers papier des cas des prisonniers avaient également disparu après le raid Selon un porte-parole militaire, les raids étaient basés sur le soupçon que les trois ONG étaient affiliées au Front populaire de libération de Palestine (FPLP), bien qu'aucune preuve n'ait été produite pour étayer cette affirmation, et le N§OS lui-même nie l'affirmation.

L'ONG israélienne de défense des droits de l'homme B'Tselem, également au nom de plusieurs autres organisations de défense des droits de l'homme telles que Gisha et Yesh Din, a émis une vive protestation, exigeant non seulement la restitution des biens confisqués, mais que la protection soit accordée aux organisations de la société civile, en particulier ceux qui défendent la cause des droits de l'homme. Human Rights Watch a également demandé une indemnisation pour les dommages causés. Joe Stork, directeur adjoint du Moyen-Orient à Human Rights Watch, a déclaré :
«En l'absence de mandats ou de nécessité militaire démontrée, ces raids ne sont rien d'autre qu'une tentative illégale de nuire gravement au travail des groupes soutenant la population locale. . L'armée israélienne doit justifier pourquoi il était absolument nécessaire de saccager les bureaux des groupes de défense des droits des Palestiniens et de saisir leurs biens.

### 2019
Le 19 septembre 2019 à 2 heures du matin, une unité de Tsahal a fait irruption dans les bureaux d'Addameer et, après les avoir saccagés, a emporté, selon l'inventaire restant, "cinq ordinateurs portables, des cartes mémoire, trois mémoires d'ordinateur portable, une carte d'ordinateur portable et plusieurs livres'. Selon l'ONG Al-Haq, le raid et l'expropriation étaient contraires à plusieurs principes du droit international : la propriété privée dans de telles circonstances est protégée ; et les objets pillés n'avaient aucun rapport avec les besoins militaires. La perte du matériel a causé des difficultés au groupe à un moment où 5 150 prisonniers palestiniens, dont beaucoup assistés par Addameer, étaient incarcérés par Israël, et souvent en Israël, en violation là encore du droit international.

## Désignation comme organisation terroriste
En 2021, Israël a désigné Addameer comme organisation terroriste, avec cinq autres ONG palestiniennes de défense des droits de l'homme. La désignation a été condamnée par Amnesty International, Human Rights Watch et le Haut-Commissariat des Nations unies aux droits de l'homme qui l'ont qualifiée d'« attaque frontale contre le mouvement palestinien des droits de l'homme et contre les droits de l'homme partout ». Une campagne internationale sur les réseaux sociaux de soutien aux six organisations a alors eu lieu sous le hashtag #StandWithThe6.

## Sources
- « Al-Haq Condemns Israeli Occupation Forces Raid on Addameer Prisoner Support and Human Rights Association », Al-Haq,‎ 20 septembre 2019 (lire en ligne)
- « Israeli army raids West Bank NGO offices », Al-Jazeera,‎ 12 décembre 2012 (lire en ligne)
- Jaclynn Ashly, « Israeli army arrests Palestinian feminist lawmaker, months after her release », +972 Magazine,‎ 1er novembre 2019 (lire en ligne)
- Elham Bayour (dir.), Global Lockdown: Race, Gender, and the Prison-industrial Complex, Psychology Press, 2005, 201–215 p. (ISBN 978-0-415-95057-2, lire en ligne), « Occupied Territories, Resisting Women: Palestinian Women Political Prisoners. »
- « Human rights organizations in Israel condemn the Israeli military's raid on Palestinian Human Rights & Civil Society Organizations », B'Tselem,‎ 12 décembre 2012 (lire en ligne)
- « Israel: Stop Raids on West Bank Rights Groups », Human Rights Watch,‎ 12 décembre 2012 (lire en ligne)
- « Sahar Francis », Parlement européen
- The Palestinian Human Rights Organizations Council, « Raid on offices of three Palestinian NGOs in Ramallah », United Nations, 12 décembre 2012